# 八丈 (海防艦)
八丈（はちじょう/はちぢゃう）は、日本海軍の海防艦。艦名は東京都にある八丈島にちなむ。

## 概要
軍艦（ぐんかん）八丈（はちじょう/はちぢゃう）は、1939年（昭和14年）8月から1941年（昭和16年）3月にかけて、日本海軍が佐世保海軍工廠で建造した海防艦。
竣工時は軍艦籍にあったが、1942年（昭和17年）7月の見直しで、海防艦（かいぼうかん）八丈（はちじょう）に名称変更、および類別変更された。
海防艦としては、占守型海防艦の3番艦である。
北方海域での警備を想定して開発された占守型海防艦4隻だったが、1番艦占守は竣工後より東南アジア方面で行動し、竣工直後の「八丈」も第二遣支艦隊に編入されて南部仏印進駐に参加した。
太平洋戦争直前に「八丈」は北洋方面に配備され、姉妹艦「国後」および「石垣」と行動を共にした。太平洋戦争における本艦は、津軽海峡や千島列島の防備・船団護衛など、おもに北東方面での作戦に従事した。
1943年（昭和18年）2月20日には、アッツ島近海で護衛していた輸送船あかがね丸を重巡洋艦インディアナポリスに撃沈された。
1945年（昭和20年）5月中旬、八丈は空襲により損傷。舞鶴港に回航され、損傷状態で終戦に至った。復員輸送には使用されずに解体された。

## 艦歴

### 太平洋戦争以前
③計画の1,200トン型海防艦4隻（占守、国後、八丈、石垣）の内の1隻。仮称艦名第11号艦として計画。
1939年（昭和14年）8月3日、第11号艦（八丈）は佐世保海軍工廠で起工。当時の佐世保工廠では陽炎型駆逐艦2隻（8番艦雪風、12番艦磯風）も建造していた。
1940年（昭和15年）2月23日、日本海軍は建造中の敷設艦を津軽（横須賀海軍工廠）、海防艦2隻を国後（鶴見製鉄造船）と八丈（佐世保海軍工廠）、駆逐艦2隻を嵐（舞鶴海軍工廠）と萩風（浦賀船渠）と命名する。
4月10日、進水。
12月10日、藤牧美徳中佐は八丈艤装員長に任命される。同月、八丈艤装員事務所を設置。
1941年（昭和16年）3月31日、竣工。藤牧美徳中佐は八丈艦長となる。八丈艤装員事務所は撤去された。
本籍を舞鶴鎮守府に定められ、第二遣支艦隊に編入。南支、仏印方面で行動する。6月11日、第二遣支艦隊司令長官の将旗を一時、重巡洋艦足柄から本艦に移揚。将旗は同日中に八丈から足柄に復帰した。
7月中旬、日本軍は南部仏印進駐を実施する。南部仏印進駐にともない日本海軍はふ号作戦部隊を編成（指揮官は第二遣支艦隊司令長官新見政一中将、旗艦足柄）、占守型2隻（占守、八丈）も「ふ号作戦」に参加する。
「八丈」は第一護衛隊（指揮官は第五水雷戦隊司令官）に所属し、第五水雷戦隊（軽巡名取、第5駆逐隊〈朝風、春風、松風、旗風〉、第22駆逐隊〈皐月、水無月、文月、長月〉）や第34駆逐隊（秋風、羽風、太刀風） 等と行動を共にした。
最上型重巡4隻（熊野、鈴谷、三隈、最上）の第七戦隊（司令官栗田健男少将）や、第二航空戦隊（司令官山口多聞少将、空母〈蒼龍、飛龍〉、第23駆逐隊〈菊月、夕月、卯月〉）を加えた「ふ」号作戦部隊は、7月22日までに海南島の三亜に集結する。7月25日夕刻、艦艇約50隻・陸軍輸送船39隻（第二十五軍乗船、陸軍部隊指揮官は二十五軍司令官飯田祥二郎陸軍中将）の日本軍大部隊は三亜を出撃する。特に大きな武力衝突は生起せず、8月4日に「ふ」号作戦の進駐予定計画は完了した。
作戦完了前の7月31日、大本営海軍部は南部仏印進駐は問題なく達成されたと判断し、作戦部隊の編成を解いた。8月11日、新見指揮官は南遣艦隊（7月31日新編、司令長官平田昇中将、旗艦香椎、海防艦占守ほか）に事務を引き継ぎ、「ふ」号作戦部隊の解散を宣言した。この後、仏印方面の作戦は南遣艦隊の担当となった。
10月1日、八丈は大湊要港部部隊に編入、軍隊区分津軽防備部隊に配される。津軽海峡方面の警戒任務に従事した。

### 太平洋戦争
太平洋戦争（大東亜戦争）開戦時、占守型海防艦3隻（国後、八丈、石垣）は、第一駆逐隊（神風、野風、沼風、波風）、駆逐艦沖風等と共に大湊警備府（司令長官大熊政吉中将）に所属。軍艦「八丈」と「国後」は駆逐艦「沖風」他と共に津軽防備部隊（指揮官大湊防備隊司令）を構成していた。
本艦は室蘭に所在だった。北東方面配備の海軍艦艇は哨戒任務に従事するとともに、敵性国船舶の拿捕や、ソ連船の臨検もおこなった。
12月8日、室蘭に在泊中のイギリス船「スイダロック号」、デンマーク船「グスターデヒトリック号」を「沖風」と共同で拿捕した。
14日、悪天候により択捉島単冠湾で特設砲艦「第二号新興丸」が座礁した。同船を救助するため、海防艦「八丈」と「国後」、特設砲艦「瑞興丸」が派遣された。1942年（昭和17年）1月8日、第二新興丸は離礁に成功した。「八丈」は1月10日まで単冠湾に留まり第二号新興丸の救援に従事したのち、大湊に回航した。大湊に到着後、機関整備と訓令による爆雷の増備工事を行う。
上述の特設砲艦2隻の座礁により、大湊警備部司令長官は1942年（昭和17年）1月7日付電令作第三号をもって、「国後」と「八丈」を千島防備部隊に編入した。第1駆逐隊と占守型3隻（八丈、国後、石垣）は、北海道南東岸から北千島方面にかけての警備・哨戒を担当した。16日、大湊を発し幌筵へ回航。到着後、乙前湾で哨戒にあたる。以後、大湊での整備と修理を挟みつつ千島列島で行動。
3月5日、藤牧美徳中佐（八丈艦長）は特務艦尻矢艦長へ転任。後任の八丈艦長は、駆逐艦霞や磯風艦長等を歴任した磯久研磨中佐。5月13日、千島防備部隊から除かれ津軽防備部隊に編入。以後、室蘭-渡島半島東岸-三陸海岸を哨戒した。
7月1日、艦艇類別等級の改正により軍艦から除かれ、艦艇の海防艦となる。磯久（八丈艦長）の役職も、八丈海防艦長となる。本籍は舞鶴鎮守府。占守型3隻（国後、石垣、八丈）は役務を舞鶴鎮守府警備海防艦に定められる。
同時期、白露型駆逐艦「山風」（第四水雷戦隊、第24駆逐隊）が行方不明になった。
「山風」は川崎型油槽船2隻（神国丸、日本丸）を護衛して6月23日午前11時30分に大湊に到着。すぐに大湊を出発したあと、連絡が途絶えた。（山風は米潜水艦ノーチラスの雷撃により6月25日に東京湾沖合で撃沈され、全乗組員が戦死した）。
各方面・各部隊は山風捜索を行うことになった。航空隊が対潜哨戒を兼ねて捜索を実施したところ、襟裳岬沖合で机らしき漂流物を発見する。「八丈」は調査のために出動、各艦・各部隊と協力して調査を実施した。
8月30日、津軽防備部隊から除かれ千島防備部隊に編入。10月下旬から11月上旬にかけて、日本軍はアッツ島を再占領する。10月29日から11月上旬にかけて、「八丈」は特設水上機母艦「君川丸」のアッツ島行を護衛した。
11月25日、千島方面特別根拠地隊が編成されて大湊警備府部隊に編入され、軍隊区分においては千島方面防備部隊となった。千島方面防備部隊の主要水上兵力は占守型3隻（石垣、国後、八丈）で、他に駆逐艦「沼風」（11月12日編入）や「神風」（11月25日、大湊警備府部隊直率となる）があった。
12月16日-18日まで一時的に津軽防備部隊指揮下となり、第二十七掃海隊に協力して釧路沖で対潜掃討に従事。同時期、キスカ島やアッツ島への輸送船が空襲で損傷を受け、次々に損傷する。アムチトカ島の米軍航空基地が機能をはじめると、日本軍の水上戦闘機では対抗できなくなった。

### 昭和18年以降
1943年（昭和18年）1月6日、キスカ島北方において輸送船「もんとりーる丸」が空襲により撃沈され、陸軍将兵831名が戦死した。
2月になると米軍の策動は活発化し、従来の航空攻撃にくわえて水上艦艇も投入するようになった。
同月中旬、第五艦隊は複数の輸送船団を編成、キスカ島およびアッツ島への輸送を実施した。
キスカ島行きの第14船団（崎戸丸、春幸丸、軽巡木曾、第21駆逐隊〈若葉、初霜〉）、キスカ島行きの第15船団（粟田丸、軽巡阿武隈、駆逐艦電）、アッツ島行きの第16船団（あかがね丸、海防艦八丈）である。
「あかがね丸」は2月中二度目の突入だった（前回は第十一船団、駆逐艦沼風が護衛、2月3日アッツ島揚陸）。
2月13日、第14船団は幌筵島を出撃、キスカ島に向かうが米艦隊出撃の情報や燃料不足により引き返した。第14船団に損害はなかった。
2月14日、第16船団（あかがね丸、八丈）は幌筵島を出撃、アッツ島へ向かう。「あかがね丸」の搭載物件は、アッツ島向けの糧秣や弾薬および数百名の増援部隊だったという。
2月16日から17日にかけて、日本軍水上偵察機部隊（452空所属機）は巡洋艦・駆逐艦複数隻から成る米艦隊を発見、各方面に通報した。
2月19日、米艦隊はアッツ島に対地砲撃を敢行した。艦砲射撃と共に空襲もおこなわれ、日本軍守備隊は若干の被害をうけた。軍令部の高松宮宣仁大佐（昭和天皇弟宮）は『唯アレヨアレヨト云フバカリ。第五艦隊ノ巡洋艦何処ヘイツタ。之ニ水戦ヲヤツタラ台ナシナリ。危イ、ヤリサウナ気ガスル』と懸念した。
米艦隊が遊弋する中で北方部隊指揮官細萱戊子郎第五艦隊司令長官は第16船団のアッツ島突入を一旦延期したが、2月20日午前8時58分、あかがね丸の21日未明アッツ島突入を発令する。海防艦の航続距離や、夜間で敵艦隊と遭遇する確率を考慮した結果だった。
同日午後4時20分、アッツ島西端沖合で「八丈」は「あかがね丸」（3,121トン）と分離する。直後の午後6時20分以降、「あかがね丸」は単独航行中にアメリカ海軍水上艦隊（指揮官チャールズ・マクモリス少将、軽巡洋艦リッチモンド《旗艦》、重巡洋艦インディアナポリス、駆逐艦4隻）と遭遇する。インディアナポリスらの砲撃により、「あかがね丸」は撃沈された（生存者なし）。これを「あかがね丸事件」と称し、北方方面における日本軍の戦略に大きな影響をあたえた。
2月22日、「八丈」は幌筵島に帰投。磯久中佐（八丈海防艦長）は『二十日一六〇〇熱田島西端二九一度七八浬ニテあかがね丸ヲ突入セシメ引返シタル後一八二〇ヨリ左後方一七〇度附近水平線上ニ約四分ニ亘リ十數回ノ發砲ノ閃光ラシキモノヲ認メタルモあかがね丸ヨリノ通信ナク其ノ後未ダ連絡ナシ　突入後本艦針路二七〇度速力十二節、あかがね丸針路九四度、速力八、五節』と報告した。高松宮はアメリカ海軍省の公式発表を知り、以下の所見を述べている。
第十五船団はキスカ島への輸送作戦を実施（2月18日、幌筵出撃）、成功した（阿武隈と電は25日幌筵着、粟田丸は27日幌筵着）。アメリカ海軍水上艦艇による「あかがね丸」喪失により対水上艦戦を考慮する必要が生じ、北方方面の輸送作戦は集団輸送と潜水艦輸送に切り替えられた。
北方部隊の主力艦艇（那智、摩耶、多摩、木曾、阿武隈、君川丸、第6駆逐隊〈雷、電〉、第21駆逐隊〈若葉、初霜〉）等は、それぞれ幌筵方面に進出する。占守型「国後」と「八丈」も輸送作戦に協力した。3月6日-13日まで軍隊区分北方部隊に編入され、アッツ島への輸送作戦に従事。23日-28日まで第五艦隊作戦指揮下に編入され行動。3月下旬にはアッツ島行きの第二次集団輸送（ロ船団、アッツ島地区隊長山崎保代陸軍大佐乗船）を巡ってアッツ島沖海戦が生起した。
5月12日、米軍はアッツ島に上陸を開始、日本軍守備隊は5月29日に玉砕した。幌筵島に配備された一式陸上攻撃機（第二十四航空戦隊・第752航空隊、指揮官野中五郎海軍大尉）がアッツ島へ出撃するにあたり、「八丈」と「石垣」は気象観測や無線誘導のため洋上を行動した（アッツ島の戦い）。
8月5日、日本海軍は第五艦隊（司令長官河瀬四郎中将）と第十二航空艦隊（司令長官戸塚道太郎中将）により北東方面艦隊（司令長官戸塚道太郎中将・十二航艦長官兼任）を新編した。千島方面特別根拠地隊は千島方面根拠地隊に改編され、北東方面艦隊の作戦指揮下に入る。軍隊区分千島防備部隊に配される。「八丈」は、「国後」や第1駆逐隊（神風、沼風、波風、野風） と共に船団護衛や対潜掃蕩任務に従事した。
10月18日、八丈海防艦長は磯久研磨大佐から並木秀夫少佐に交代した。
1944年（昭和19年）1月4日、大湊に入港。2月17日まで、入渠整備。出渠後は主として千島列島行き船団の護衛に従事した。9月8日午後8時前後、北緯47度26分 東経148度24分 / 北緯47.433度 東経148.400度の地点で「波風」が被雷、船体後部が切断される（米潜水艦シールに依る）。本艦のほか「野風」と「神風」が救援に向かう。3艦で「波風」を護衛し、「神風」が曳航を担当して小樽へむかう。13日、小樽着着。11月23日-1945年1月8日まで、「八丈」は大湊で入渠整備をおこなった。
1945年（昭和20年）4月10日、日本海軍は海防艦複数隻（福江、国後、八丈、笠戸、占守、択捉）により、大湊警備府（司令長官宇垣完爾中将）麾下に第百四戦隊（司令官渡辺清七少将） を新編した。軍隊区分警戒部隊（八丈、国後、占守、笠戸、択捉）に配され、八丈海防艦長の指揮下で行動した。
4月13日-25日まで、第百四戦隊司令官の将旗を「福江」から移揚。
5月11日、幌筵海峡で警泊中に空襲を受け、至近弾により中破。片岡湾岸壁で応急修理ののち25日、ヘ船団に同行し大湊へ回航。6月3日、大湊に到着。同月29日まで大湊で修理し、舞鶴へ回航。7月2日、舞鶴に入港し入渠修理。終戦時は舞鶴で修理中。11月30日、海軍省の廃止に伴い除籍された。
1947年（昭和22年）2月1日時点で、舞鶴で船体に亀裂が入りキールが屈曲した状態にあり、舞鶴地方復員局所管の行動不能艦艇（特）に定められる。戦後は修理されることもなく、「粟国」「久賀」「第200号海防艦」と繋がれ舞鶴港内に繋留されていた。
5月3日、行動不能艦艇（特）の定めを解かれ、1947年10月-1948年4月にかけて飯野産業舞鶴造船所により解体された。八丈の艦名は海上自衛隊の掃海艦「はちじょう」に引き継がれた。

## 艦長
艤装員長
1. 藤牧美徳 中佐：1940年12月10日[23] - 1941年3月31日[25]

艦長/海防艦長
1. 藤牧美徳 中佐：艦長 1941年3月31日[25] - 1942年3月5日[56]
2. 磯久研磨 中佐/大佐[130]：1942年3月5日[56] - 海防艦長 1942年7月1日[57] - 1943年10月18日[131]
3. 並木秀夫 少佐/中佐：1943年10月18日[131] - 1945年9月30日[注 9]